# Pipturus succulentus
Pipturus succulentus är en nässelväxtart som beskrevs av Adolph Daniel Edward Elmer. Pipturus succulentus ingår i släktet Pipturus och familjen nässelväxter. Inga underarter finns listade i Catalogue of Life.